# Ambulyx ceramensis
Ambulyx ceramensis är en fjärilsart som beskrevs av James John Joicey och Talbot 1921. Ambulyx ceramensis ingår i släktet Ambulyx och familjen svärmare. Inga underarter finns listade i Catalogue of Life.